# Владимир Цървенков
Владимир Цървенков е български общественик и учител, деец на късното Българско възраждане в Южна Македония.

## Биография
Роден е в Прилеп, в Османската империя, във видния български род Цървенкови. Завършва със стипендия Ломското педагогическо училище в 1894 година. След това завършва Висшия педагогически курс в София, днес Софийски университет. Завръща се в Македония и развива просветна дейност. В 1902 година става директор на Прилепската българска девическа прогимназия, сменяйки на длъжността Цветанка Сенокозлиева. Цървенков оглавява деивическото училище две години до 1904 година.
Установява се в Солун, където преподава в 1910 - 1911 година в Солунската българска търговска гимназия и в Солунската българска девическа гимназия в 1911 – 1912 година. След това заминава за Сяр и в 1912 – 1913 година е учител в Сярското българско педагогическо училище.
Синът му, Васил, е учител по математика, автор е на учебници.

## Родословие
|                  |                  |                  |                  |                  |                  |  |  |                                   |                                   |                                   |                                   |                                   |                                   |  |  |                               |                               |                               |                               |                               |                               |  |  |                |                |                |                |                |                |  |  |  |  |  |  |  |  |  |  |
|                  |                  |                  |                  |                  |                  |  |  |                                   |                                   |                                   |                                   | Наум Цървенков                    |                                   |  |  |                               |                               |                               |                               |                               |                               |  |  |                |                |                |                |                |                |  |  |  |  |  |  |  |  |  |  |
|                  |                  |                  |                  |                  |                  |  |  |                                   |                                   |                                   |                                   |                                   |                                   |  |  |                               |                               |                               |                               |                               |                               |  |  |                |                |                |                |                |                |  |  |  |  |  |  |  |  |  |  |
|                  |                  |                  |                  |                  |                  |  |  |                                   |                                   |                                   |                                   |                                   |                                   |  |  |                               |                               |                               |                               |                               |                               |  |  |                |                |                |                |                |                |  |  |  |  |  |  |  |  |  |  |
| Христо Цървенков | Христо Цървенков | Христо Цървенков | Христо Цървенков | Христо Цървенков | Христо Цървенков |  |  | Илия Цървенков                    | Илия Цървенков                    | Илия Цървенков                    | Илия Цървенков                    | Илия Цървенков                    | Илия Цървенков                    |  |  | Иван Цървенков                | Иван Цървенков                | Иван Цървенков                | Иван Цървенков                | Иван Цървенков                | Иван Цървенков                |  |  | Диме Цървенков | Диме Цървенков | Диме Цървенков | Диме Цървенков | Диме Цървенков | Диме Цървенков |  |  |  |  |  |  |  |  |  |  |
| Христо Цървенков | Христо Цървенков | Христо Цървенков | Христо Цървенков | Христо Цървенков | Христо Цървенков |  |  | Илия Цървенков                    | Илия Цървенков                    | Илия Цървенков                    | Илия Цървенков                    | Илия Цървенков                    | Илия Цървенков                    |  |  | Иван Цървенков                | Иван Цървенков                | Иван Цървенков                | Иван Цървенков                | Иван Цървенков                | Иван Цървенков                |  |  | Диме Цървенков | Диме Цървенков | Диме Цървенков | Диме Цървенков | Диме Цървенков | Диме Цървенков |  |  |  |  |  |  |  |  |  |  |
|                  |                  |                  |                  |                  |                  |  |  | Трайко Цървенков                  | Трайко Цървенков                  | Трайко Цървенков                  | Трайко Цървенков                  | Трайко Цървенков                  | Трайко Цървенков                  |  |  | Владимир Цървенков (1872 – ?) | Владимир Цървенков (1872 – ?) | Владимир Цървенков (1872 – ?) | Владимир Цървенков (1872 – ?) | Владимир Цървенков (1872 – ?) | Владимир Цървенков (1872 – ?) |  |  |                |                |                |                |                |                |  |  |  |  |  |  |  |  |  |  |
|                  |                  |                  |                  |                  |                  |  |  | Трайко Цървенков                  | Трайко Цървенков                  | Трайко Цървенков                  | Трайко Цървенков                  | Трайко Цървенков                  | Трайко Цървенков                  |  |  | Владимир Цървенков (1872 – ?) | Владимир Цървенков (1872 – ?) | Владимир Цървенков (1872 – ?) | Владимир Цървенков (1872 – ?) | Владимир Цървенков (1872 – ?) | Владимир Цървенков (1872 – ?) |  |  |                |                |                |                |                |                |  |  |  |  |  |  |  |  |  |  |
|                  |                  |                  |                  |                  |                  |  |  | Кръсте Цървенковски (1921 – 2001) | Кръсте Цървенковски (1921 – 2001) | Кръсте Цървенковски (1921 – 2001) | Кръсте Цървенковски (1921 – 2001) | Кръсте Цървенковски (1921 – 2001) | Кръсте Цървенковски (1921 – 2001) |  |  | Васил Цървенков (1906 – ?)    | Васил Цървенков (1906 – ?)    | Васил Цървенков (1906 – ?)    | Васил Цървенков (1906 – ?)    | Васил Цървенков (1906 – ?)    | Васил Цървенков (1906 – ?)    |  |  |                |                |                |                |                |                |  |  |  |  |  |  |  |  |  |  |
|                  |                  |                  |                  |                  |                  |  |  | Кръсте Цървенковски (1921 – 2001) | Кръсте Цървенковски (1921 – 2001) | Кръсте Цървенковски (1921 – 2001) | Кръсте Цървенковски (1921 – 2001) | Кръсте Цървенковски (1921 – 2001) | Кръсте Цървенковски (1921 – 2001) |  |  | Васил Цървенков (1906 – ?)    | Васил Цървенков (1906 – ?)    | Васил Цървенков (1906 – ?)    | Васил Цървенков (1906 – ?)    | Васил Цървенков (1906 – ?)    | Васил Цървенков (1906 – ?)    |  |  |                |                |                |                |                |                |  |  |  |  |  |  |  |  |  |  |
|                  |                  |                  |                  |                  |                  |  |  | Стево Цървенковски (1947 – 2004)  |                                   |                                   |                                   |                                   |                                   |  |  |                               |                               |                               |                               |                               |                               |  |  |                |                |                |                |                |                |  |  |  |  |  |  |  |  |  |  |